# Temporada 1962–63 del Leicester City
La temporada 1962-63 fou la 58a en què el Leicester City disputava a la lliga anglesa, així com la seva 20a (no consecutiva) que participava en la màxima categoria del futbol anglès. Amb Matt Gillies com entrenador, i amb estrelles sobre el terreny de joc com Gordon Banks, Frank McLintock i Dave Gibson, el Leicester va estar a punt d'endur-se el doblet a Anglaterra. Finalment, però, i després de perdre 3-1 contra el Manchester United la final de la FA Cup, i guanyant només un partit dels últims nou a la lliga, els Foxes es van quedar sense poder celebrar cap títol i en una decebedora 4a posició a la lliga. Tot i així, l'equip d'aquella temporada és considerat com el millor equip del Leicester des del final de la Segona Guerra Mundial.

## Els reis del gel
El terrible hivern de 1962-63 fou el més fred del segle xx a Anglaterra i Gal·les, motiu pel qual molts partits de futbol van ser suspesos: en el transcurs del gener de 1963 no es va disputar cap partit de primera divisió a Anglaterra, i el Leicester no va jugar cap partit entre el Boxing Day de 1962 i el 9 de febrer de 1963.
Quan es va tornar a la normalitat el Leicester, jugant en camps glaçats, va encadenar una gran ratxa de victòries que el va col·locar en primera posició a nou partits del final de la temporada (més tard en serien només cinc), i classificat per la final de la FA Cup. No obstant això, i coincidint diverses lesions amb el desgel dels camps de futbol, el bon rendiment del Leicester va baixar, provocant que només guanyessin un dels últims nou partits de lliga, i que perdés la final de copa contra el Manchester United, tot i ser els clars favorits.
Entre el 10 de novembre de 1962 i el 8 d'abril de 1963, el Leicester va encadenar un total de 18 partits sense pedre, guanyant-se el sobrenom de "the ice kings" (els reis del gel), i creant un rècord del club que es va allargar durant 46 anys, fins que fou superat la temporada 2008-09, amb l'equip jugant a la tercera divisió del futbol anglès. Entre el 9 de febrer i el 9 de març, a més, l'equip havia aconseguit guanyar 7 partits consecutius, rècord que només ha aconseguit igualar, en tres ocasions, totes elles a la segona divisió.

## Jugadors
L'atac creatiu del Leicester estava vertebrat al voltant del talentós Dave Gibson, qui va forjar una societat letal amb l'extrem esquerre Mike Stringfellow. Ken Keyworth era el mitja punta i golejador prolífic de l'equip, mentre que Howard Riley s'encarregava de l'ala dreta. Bona part de la flexibilitat de l'equip provenia dels atlètics Frank McLintock i Graham Cross, els quals intercanviaven les posicions regularment en el transcurs dels partits, fet que, segons Gillies, "confonia molt als adversaris", ja que sovint a aquests se'ls ordenava "cobrir al número 8 del Leicester, fent-los pensar que Cross era l'escollit, quan McLintock li prenia el lloc", car "aleshores els jugadors encara no pensaven més enllà dels nombres."
A nivell defensiu, el Leicester va forjar una línia de mitjos temible, amb McLintock, Ian King i el capità de l'equip, Colin Appleton, mentre que John Sjoberg i Richie Norman jugaven de defenses centrals, i el llegendari Gordon Banks s'ocupava de la porteria.

## Influència al futbol anglès
Els reis del gel estaven entrenats per Matt Gillies, essent el seu assistent Bert Johnson. El seu sistema de joc va influenciar molt el fotbal anglès posterior gràcies als seus fluids sistemes "switch" i "whirl" (gir i interrupció), a més de realitzar passades curtes de tempteig per obrir les defenses, establint també el concepte de flexibilitat posicional i d'intercanvi de posicions, particularment entre l'interior dret i el lateral dret (Graham Cross i Frank McLintock), trencant amb les formacions tradicionals angleses de l'1-11, i confonent així als rivals, acostumats a les formacions rígides del futbol anglès. Johnson havia observat aquest sistema a partir de les seleccions de futbol d'Hongria i Àustria de la dècada de 1950, i entre ell i Gillies van desenvolupar la seva pròpia versió dels sistemes amb el Leicester.

## Estadístiques de l'equip
Dades extretes de: Dave Smith i Paul Taylor, Of Fossils and Foxes: The Official Definitive History of Leicester City Football Club (2001) (ISBN 1-899538-21-6)

### Partits
| Pos. | Nac.       | Nom                 | Div 1 | FAC] | LC | Total |
| ---- | ---------- | ------------------- | ----- | ---- | -- | ----- |
| PT   | Anglaterra | Gordon Banks        | 38    | 6    | 2  | 46    |
| PT   | Anglaterra | George Heyes        | 4     | 0    | 0  | 4     |
| DF   | Anglaterra | Len Chalmers        | 23    | 0    | 2  | 25    |
| DF   | Anglaterra | Richie Norman       | 42    | 6    | 2  | 50    |
| DF   | Escòcia    | Frank McLintock     | 42    | 6    | 2  | 50    |
| DF   | Escòcia    | Ian King            | 39    | 6    | 2  | 47    |
| DF   | Anglaterra | Colin Appleton      | 40    | 6    | 2  | 48    |
| DF   | Anglaterra | Graham Cross        | 29    | 6    | 2  | 37    |
| DF   | Escòcia    | John Sjoberg        | 20    | 6    | 0  | 26    |
| CC   | Anglaterra | Howard Riley        | 32    | 6    | 2  | 40    |
| CC   | Escòcia    | Dave Gibson         | 36    | 6    | 2  | 44    |
| CC   | Escòcia    | Bill McDerment      | 2     | 0    | 0  | 2     |
| CC   | Anglaterra | Terry Heath         | 5     | 0    | 0  | 5     |
| DV   | Anglaterra | Mike Stringfellow   | 29    | 6    | 0  | 35    |
| DV   | Escòcia    | Jimmy Walsh         | 26    | 0    | 1  | 27    |
| DV   | Anglaterra | Ken Keyworth        | 32    | 6    | 1  | 39    |
| DV   | Anglaterra | Albert Cheesebrough | 23    | 0    | 2  | 25    |

#### Equip titular
Els següents jugadors van entrar a l'onze inicial en la majoria de partits. Aquesta alineació pot diferir de la dels jugadors amb més partits.
| No. | Nac.       | Pos. | Nom               | Titularitats |
| --- | ---------- | ---- | ----------------- | ------------ |
| 1   | Anglaterra | GK   | Gordon Banks      | 46           |
| 2   | Escòcia    | RB   | John Sjoberg      | 26           |
| 3   | Anglaterra | LB   | Richie Norman     | 50           |
| 4   | Escòcia    | RH   | Frank McLintock   | 50           |
| 5   | Anglaterra | CH   | Ian King          | 47           |
| 6   | Anglaterra | LH   | Colin Appleton    | 48           |
| 7   | Anglaterra | OR   | Howard Riley      | 40           |
| 8   | Anglaterra | IR   | Graham Cross      | 37           |
| 9   | Anglaterra | CF   | Ken Keyworth      | 40           |
| 10  | Escòcia    | IL   | Dave Gibson       | 44           |
| 11  | Anglaterra | OL   | Mike Stringfellow | 35           |

| Formació W–M Banks McLintock Sjoberg Norman Appleton(C) King Gibson Cross Riley Keyworth Stringfellow |

### Màxims golejadors
| Pos.           | Nac.           | NNom                | Div 1 | FAC | LC | Total |
| -------------- | -------------- | ------------------- | ----- | --- | -- | ----- |
| 1              | Anglaterra     | Ken Keyworth        | 21    | 5   | 1  | 27    |
| 2              | Anglaterra     | Mike Stringfellow   | 17    | 2   | 0  | 19    |
| 3              | Escòcia        | Dave Gibson         | 9     | 3   | 1  | 13    |
| 4              | Anglaterra     | Graham Cross        | 7     | 0   | 1  | 8     |
| =              | Escòcia        | Jimmy Walsh         | 6     | 0   | 2  | 8     |
| 6              | Anglaterra     | Howard Riley        | 5     | 0   | 1  | 6     |
| 7              | Escòcia        | Frank McLintock     | 4     | 0   | 0  | 4     |
| 8              | Anglaterra     | Albert Cheesebrough | 3     | 0   | 0  | 3     |
| 9              | Anglaterra     | Terry Heath         | 2     | 0   | 0  | 2     |
| 10             | Anglaterra     | Richie Norman       | 1     | 0   | 0  | 1     |
| =              | Anglaterra     | Colin Appleton      | 1     | 0   | 0  | 1     |
| Gols en pròpia | Gols en pròpia | Gols en pròpia      | 3     | 0   | 0  | 3     |